# Ратушняк Олександр Михайлович
Ратушняк Олександр Михайлович (нар. 10 листопада 1975 с. Жадани, Іллінецький район, Вінницької області) — український вчений-літературознавець, методист, громадсько-політичний діяч. Кандидат педагогічних наук, голова Кіровоградської обласної організації Всеукраїнського товариства «Просвіта» імені Тараса Шевченка.

## Життєпис
Народився 1975 року в Україні  (с. Жадани, Іллінецького району, Вінницької області).
У 1993 році закінчив Веселівську загальноосвітню середню школу Кропивницького району Кіровоградської області. 
У 1998 році закінчив з Кіровоградський державний педагогічний університет імені Володимира Винниченка (нині — Центральноукраїнський державний педагогічний університет імені Володимира Винниченка).
Після закінчення університету три роки (1998-2001) працював за розподілом учителем зарубіжної літератури, української мови і літератури та фізкультури у селі Димине Новоукраїнського району Кіровоградської області. 
З вересня 2001 року по серпень 2003 року – учитель зарубіжної та української літератури Івано-Благодатненської загальноосвітньої школи І–ІІІ ступенів Кіровоградського району Кіровоградської області.
З 1 вересня 2003 року – асистент кафедри Зарубіжної літератури та компаративістики Кіровоградського державного педагогічного університету імені Володимира Винниченка (м.Кропивницький).
2004–2007 рр.  –  аспірант кафедри Методики викладання світової літератури Національного педагогічного університету імені Михайла Драгоманова (м. Київ).
З 2007 р. і до цього часу – викладач кафедри української та зарубіжної літератури Центральноукраїнського державного педагогічного університету імені Володимира Винниченка (м.Кропивницький).
У 2009 році успішно захистив кандидатську дисертацію на тему «Формування інтерпретаційної компетентності старшокласників у процесі вивчення зарубіжної літератури» і здобув науковий ступінь кандидата педагогічних наук, був переведений на посаду старшого викладача кафедри української літератури, потім доцента.

У  2024 учитель в ЗОСШ № 26 Вінниця

## Громадсько-політична діяльність
О.М. Ратушняк –  активний громадсько-політичний діяч. 2004 р. –  учасник Помаранчевої революції.

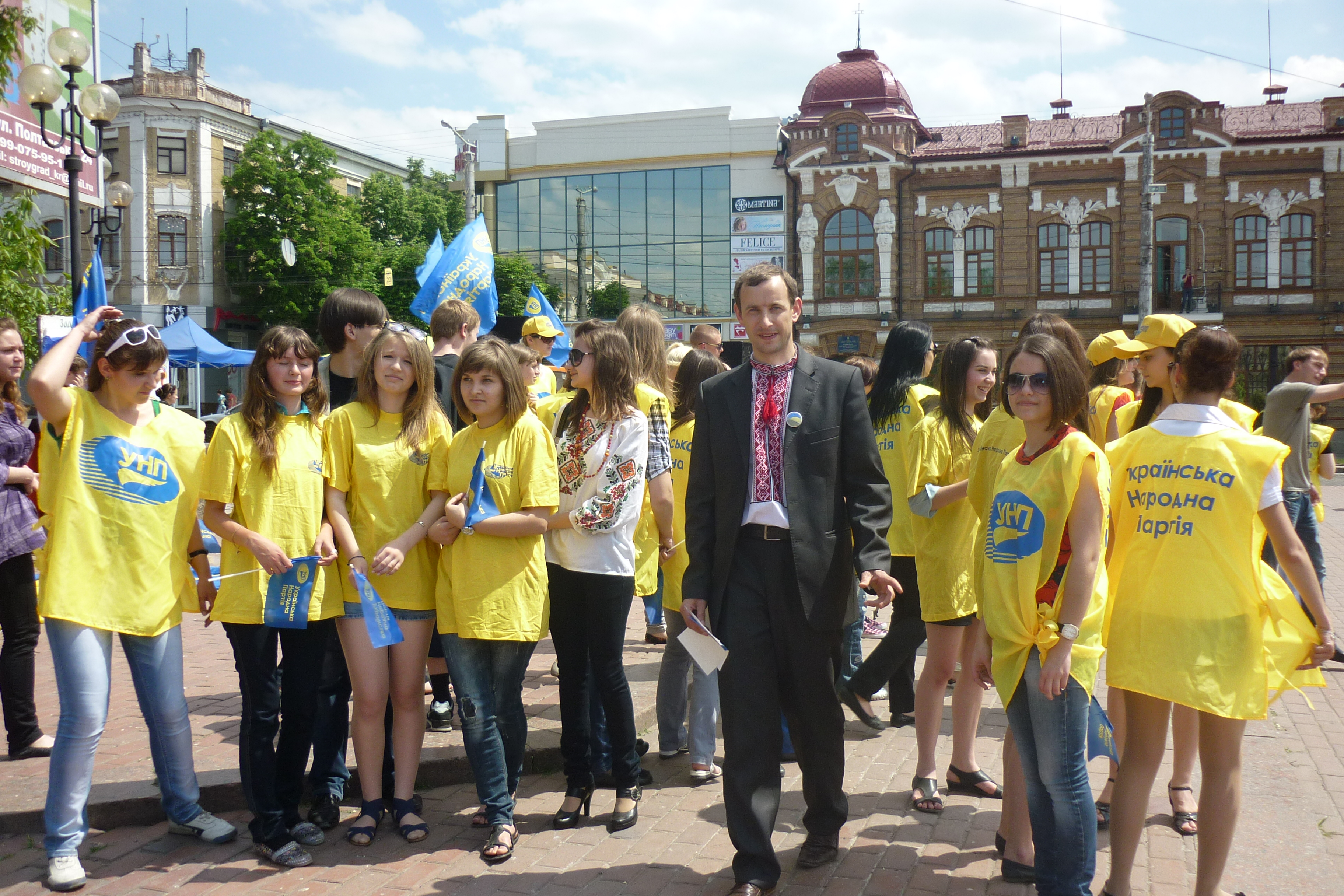
О.Ратушняк зі студентами на одному із заходів у Кропивницькому, 2011 р.

2012 р. – балотувався до ВР України по 99 округу (м. Кропивницький). 
2013-2014 рр. –  учасник Революції Гідности, один з координаторів Кіровоградського Євромайдану. У січні 2014 року перебував за ґратами за свою політичну діяльність і спротив режиму Януковича. Після перемоги Майдану брав активну участь у процесах декомунізації. Один з організаторів демонтажу пам'ятника Кірову та перейменування міста Кіровограда.  
У 2017 р. був  відзначений грамотою ВР України як голова обласного товариства «Просвіта» ім. Тараса Шевченка за активну участь у процесах декомунізації. 
У 2019 р. –  був нагороджений орденом за заслуги ІІІ ступеня. 

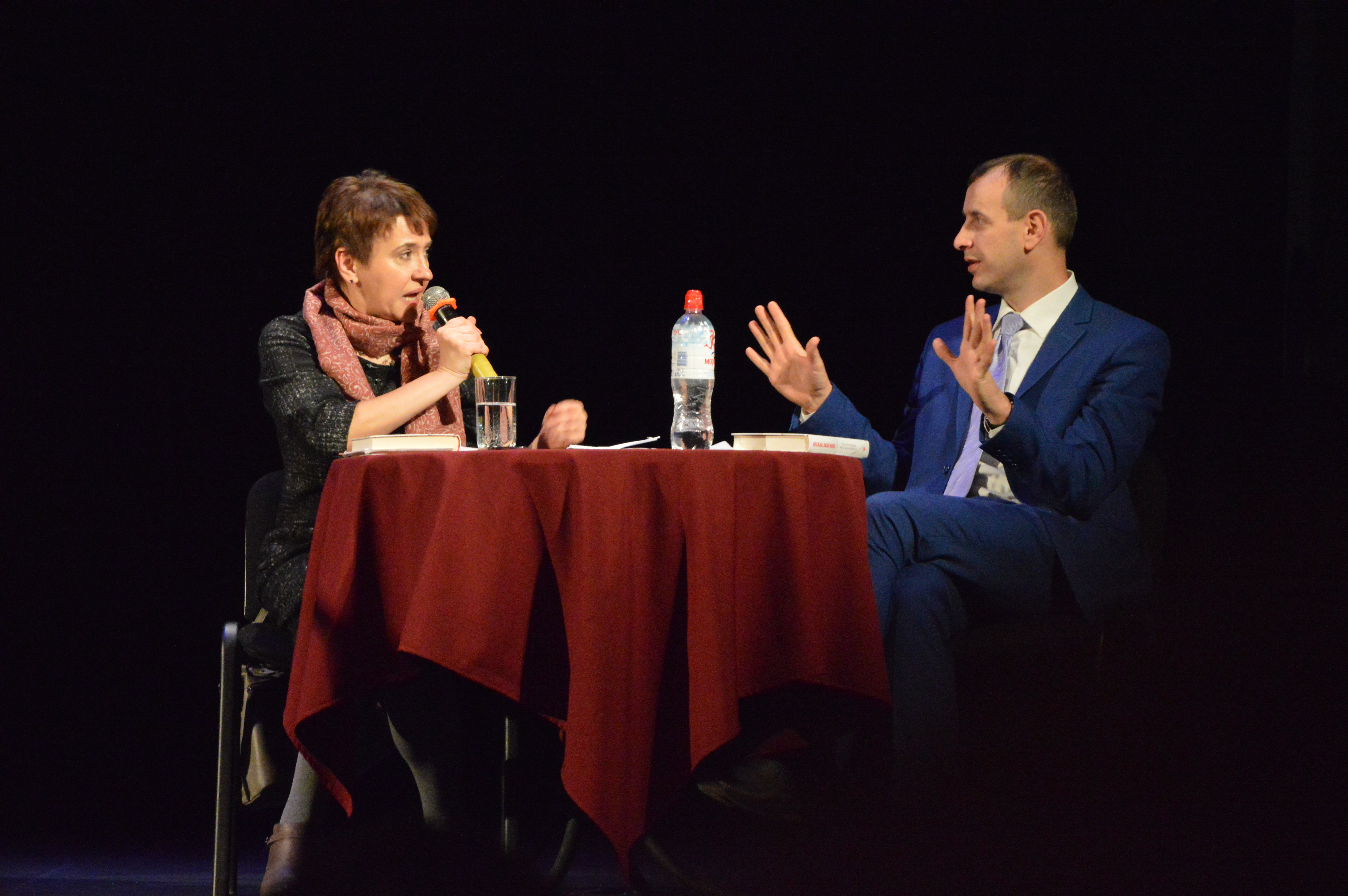
Модератор літературного вечора О.Забужко у Кропивницькому, 2017 рік

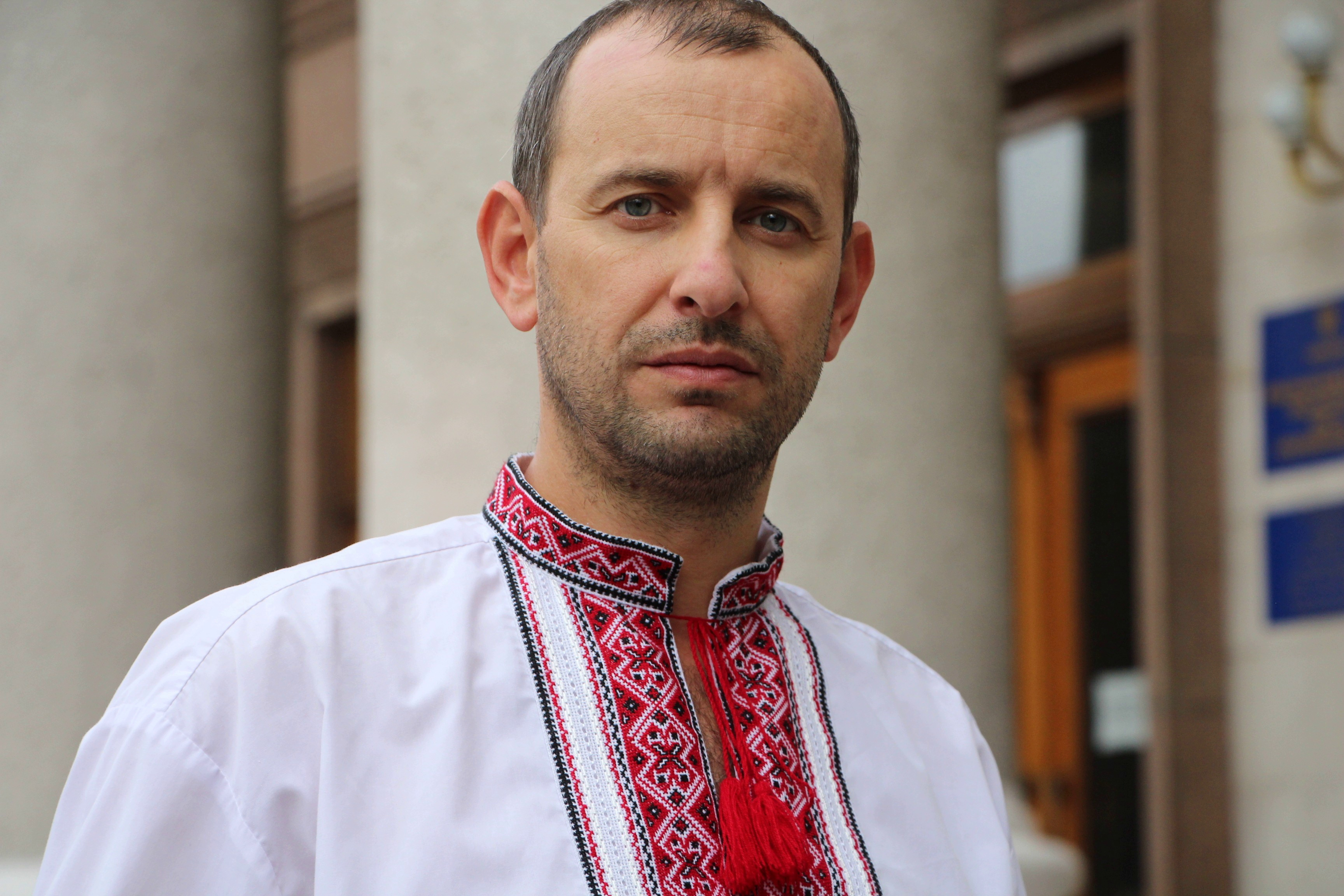

Голова Кіровоградської обласної організації Всеукраїнського товариства «Просвіта» імені Тараса Шевченка. культурологічно‑просвітницького проекту „Український клуб”, в рамках якого відбуваються різноманітні заходи: літературно‑поетичні вечори, дискусії, зустрічі з письменниками, екскурсії та поїздки. Організатор численних зустрічей з письменниками та громадськими діячами, серед яких літературознавці та письменники Сергій Тримбач, брати Капранови, Василь Шкляр, Юрій Андрухович, Ірен Роздобудько, Сергій Жадан, Оксана Забужко та ін.  
Підтримує фестивальний рух в Україні, є членом оргкомітету щорічного книжкового фестивалю "Весняний книговир" у м. Кропивницькому.   
2021 року переїхав до м. Вінниці, де працював у Донецькому національному університеті імені Василя Стуса.      
2023 року розпочав працювати у Вінницькому ліцеї № 26 імені Героя України Д. Майбороди вчителем української мови і літератури та зарубіжної літератури.      

## Участь у російсько-українській війні
24.02.2022. –  Ратушняк Олександр Михайлович у перший день повномасштабного вторгнення записався добровольцем у 120 бригаду Вінницької територіальної оборони. Служив у 171 батальйоні – на Вінниччині, Придністров'ї, Донбасі (Курахово-Вугледарський напрям, н.п. Велика Новосілка, Пречистівка, Новоукраїнка та ін.), Чорнобильському Поліссі. У червні 2023 року звільнився з лав ЗСУ за сімейними обставинами.                    

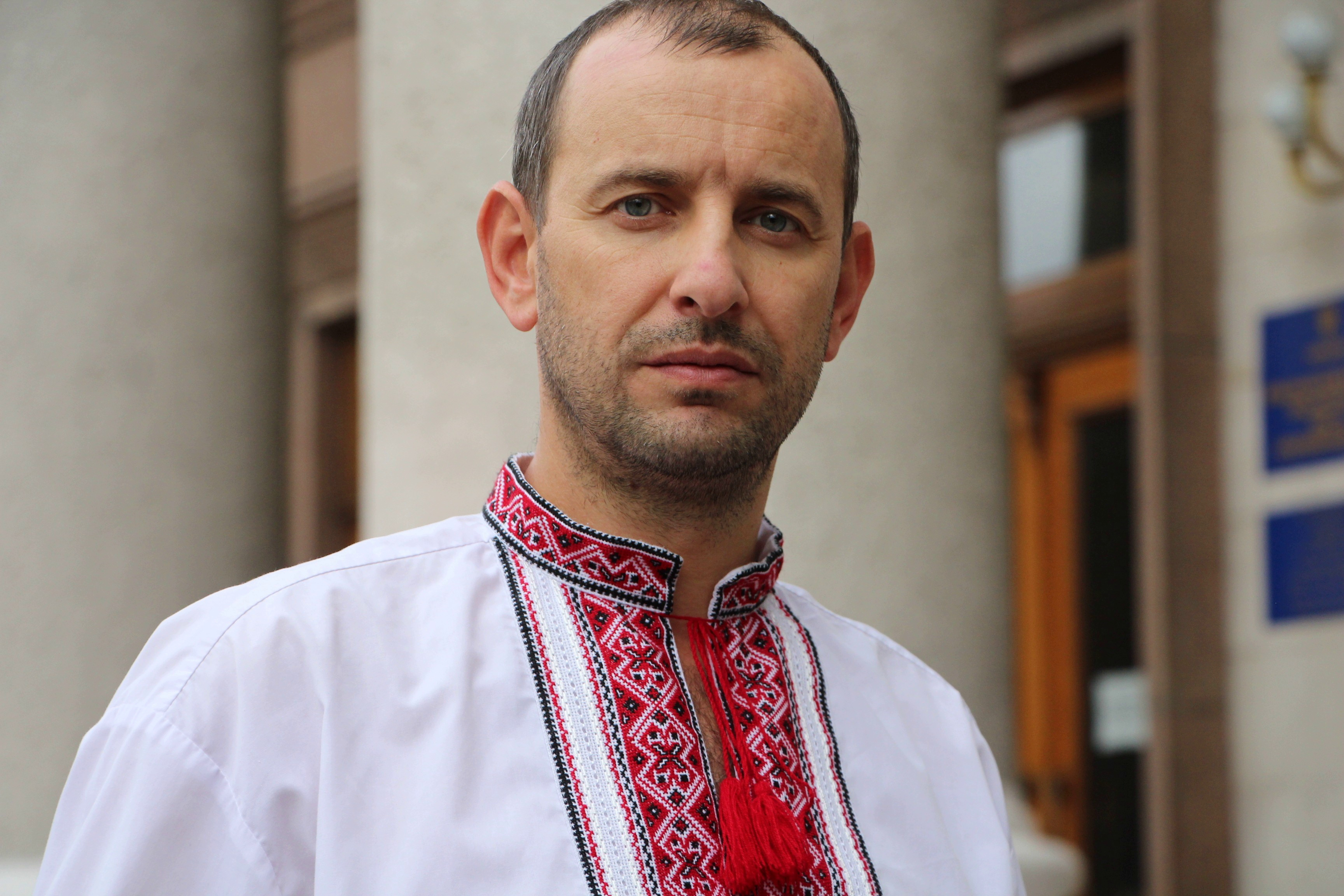

## Відзнаки
Ратушняк Олександр Михайлович нагороджений низкою громадських і державних відзнак:'
- Грамота Верховної Ради України (2017)
- Державною нагородою України — орденом «За заслуги» III ступеня (2019)[1].
- Відзнака "Громадський діяч року" Кіровоградської обласної ради (2018, 2019)

## Наукова діяльність
Сфера наукових зацікавлень Олександра Михайловича охоплює історію літератури, літературної критики, літературознавства, естетики, методику викладання української літератури в закладах загального середньої освіти. 

### Публікації
- Ратушняк О. М. Система формування інтерпретаційної компетентності старшокласників у процесі вивчення зарубіжної літератури // Всесвітня література. – № 5. – 2010.
- Ратушняк О. М. Методика аналізу та інтерпретації ліричного твору (На матеріалі поезії Ліни Костенко «Цей ліс живий. У нього добрі очі…») // Дивослово. – № 2. – 2014. – С. 7-10.
- Ратушняк О. М. Слід Достоєвського у творчості І. Франка (на матеріалі повісті „Перехресні стежки”): До компаративного вивчення творчості І. Франка і Ф. Достоєвського // Наукові записки Кіровоградського державного педагогічного університету імені Володимира Винниченка, 2011. – Вип. 110. – Серія: філологічні науки (літературознавство).
- Ратушняк О. М. Так починався драматург (Спроба нового прочитання творчості Івана Микитенка) // Вежа: Літературний часопис. – Кіровоград: ПВЦ: «Мавік». – №30. – 2012. – С. 115-136.
- Ратушняк О. М. Використання кіноекранізації в літературній освіті школярів // Наукові записки Кіровоградського державного педагогічного університету імені Володимира Винниченка, 2012.– Вип. 111.– Серія: філологічні науки (літературознавство). – C.189–198.
- Ратушняк О. М. «Диктатура» Івана Микитенка в контексті своєї доби і сьогодення (спроба сучасного прочитання) // Наукові записки Кіровоградського державного педагогічного університету імені Володимира Винниченка, 2013.– Вип. 113.– Серія: філологічні науки (літературознавство). – C.239–248.
- Ратушняк О. М. Хронотопічний аналіз як ключ до розуміння оповідання Володимира Винниченка «Федько-халамидник» / Олександр Михайлович Ратушняк // Наукові записки КДПУ. Серія: Філологічні науки (літературознавство) / ред. О. А. Семенюк [та ін.]. – Кіровоград: КДПУ ім. В. Винниченка , 2015. – Вип. 142. – С. 229-234. http://dspace.kspu.kr.ua/jspui/handle/123456789/1592 [Архівовано 24 липня 2019 у Wayback Machine.]
- Ратушняк О.М. Своєрідність ідилічного хронотопу в новелі Григора Тютюнника «Проти місяця» // Наукові записки, Філологічні     науки. – Кропивницький, 2017. – № 158. – С. 168–173.
- Ратушняк О.М. Навчання у цифрову добу: нові виклики     для освіти // Від медіаграмотності до медіакультури: стратегії, проблеми,     перспективи (тези доповідей Міжнародної науково-практичної     інтернет-конференції 27 квітня 2016 року. – Миколаїв, 2016. – С. 85–89.
- Ратушняк О.М. Топоніми козацької доби у сучасних перейменувальних процесах     Наддніпрянщини // Народна творчість та етнологія, 2017. – № 5. – С. 63–67.
- Ратушняк О.М. Антиколоніальні маркери літературознавчих студій Юрія Шевельова // Матеріали Восьмої міжнародної науково-практичної Інтернет-конференції «Діалог мов – діалог культур. Україна і світ». – Мюнхен, 2018.
- Енциклопедія Сучасної України. Т. 19. Масенко Терень / Редкол.: І.М. Дзюба, М.Г. Железняк та ін.; Інститут енциклопедичних досліджень НАН України, Наукове товариство імені Шевченка.     Київ, 2018. 688 с. (86 ум.-друк. арк.). 10 000 прим. ISBN 978-966-02-8345-9. (Стаття в Енциклопедії).
- Художній світ Тараса Шевченка: рецепція тектсу і підтектсу: монографія / [Клочек Г., Буряк О., Вечірко О., Гольник О., Лаврусенко М., Михида С., Перцова І., Ратушняк О., Рибальченко В.,     Цепа О.]. – Харків: Мачулін, 2019. – 212 с. (у співавторстві).
- Ратушняк О. Маланюк і Яр Славутич. Історія взаємин / Олександр Ратушняк // Між Бугом і Дніпром: Науково-краєзнавчий вісник Центральної України. Випуск ХІ, 2019. -- С.189-193.
- Ратушняк О. Візія провідника у творчості Івана Франка // Іван Франко: "Я єсть пролог..." : матеріали Міжнародного наукового конгресу до 160-річчя від дня народження Івана Франка (Львів, 22-24 вересня 2016 р.) : у 2 т. Т.1. -- Львів: ЛНУ імені Івана Франка, 2019. -- С. 110-119.

СПИСОК ПУБЛІКАЦІЙ ЗА ПЕРІОД 2000–2006 рр.
1.     Ратушняк О.М. Мандри Дон Кіхота (матеріали до уроку) / О.М. Ратушняк // В мире художественного слова: методические материалы в помощь учителю-словеснику [Сост. И.Н. Переденко]. – Кировоград, 2000. – С. 65–69.
2.     Ратушняк О.М. Збагнути художній твір у його суверенності, а не через інші види мистецтва / О.М. Ратушняк // Всесвітня література в середніх навчальних закладах України. – 2001. – № 1. – С. 10.
3.     Ратушняк О.М. Контекст осягаємо через текст (Матеріали до вивчення оповідання Дж. Селінджера “Тупташка-Невдашка”) / О.М. Ратушняк // Всесвітня література в середніх навчальних закладах України. – 2001. – № 4. – С. 39–41.
4.     Ратушняк О.М. На уроці літератури виховує не зміст твору – виховують позитивні емоції, пережиті завдяки йому / О.М. Ратушняк // Всесвітня література в середніх навчальних закладах України. – 2001. – № 6 – С. 23.
5.     Ратушняк О.М. Завдяки розумінню художньої моделі світу (Урок за новелою К.Чапека “Замах на життя”) / О.М. Ратушняк // Всесвітня література в середніх навчальних закладах України. – 2001. – № 6. – С. 41–43.
6.     Ратушняк О.М. Чому мистецтво Гренуя не очищує душу? (Матеріали до проблемного уроку за романом П.Зюскінда “Запахи”) / О.М. Ратушняк // Всесвітня література в середніх навчальних закладах України. – 2002. – № 4. – С. 43–44.
7.     Ратушняк О.М. Подорож у світ людської психіки (Матеріали до уроку за романом Стендаля “Червоне і чорне”) / О.М. Ратушняк // Всесвітня література в середніх навчальних закладах України. – 2002. – № 8. – С.48–50.
8.     Ратушняк О.М. Хазарська міфологія від Милорада Павича: До вивчення роману М.Павича “Хазарський словник” / О.М. Ратушняк // Всесвітня література в середніх навчальних закладах України. – 2003. – № 4. – С.60–62.
9.     Ратушняк О.М. Проблема “маленької людини” в повісті Патрика Зюскінда “Голубка” / О.М. Ратушняк // Всесвітня література в середніх навчальних закладах України. – 2003. – № 5. – С. 56.
10.  Ратушняк О.М. Інтерпретація образу Мерсо у філософській та психологічній рецепціях (На матеріалі повісті А.Камю “Сторонній”) / О.М. Ратушняк // Літературний дискурс: генезис, рецепція, інтерпретація (літературознавчий, культурологічний і методичний аспекти): Збірник матеріалів міжнародної конференції / За ред. Ю.І.Ковбасенка. – К.: УАВЗЛ, 2003. – С. 218–220.
11.  Ратушняк О.М. Шлях до опанування технологій аналізу художнього тексту один – через літературознавство / О.М. Ратушняк // Всесвітня література в середніх навчальних закладах України. – 2003. – № 12. – С. 4–6.
12.  Ратушняк О.М. У вивченні курсу “Зарубіжна література” майже не використовуються літературно-критичні матеріали. На жаль / О.М. Ратушняк // Всесвітня література в середніх навчальних закладах України. – 2004. – № 4. – С. 10.
13.  Ратушняк О.М. Ефективний засіб формування читацької мотивації: Використання прийому “учень – учневі” на етапі підготовки до сприйняття художнього твору / О.М. Ратушняк // Всесвітня література в середніх навчальних закладах України. – 2005. – № 10. – С. 13–16.
14.  Ратушняк О.М. Два варіанти інтерпретації повісті М.Гоголя “Шинель” (Матеріали до уроку) // VIII Міжнародні Гоголівські читання: Збірник наукових праць. – Полтава: ПДПУ, 2006. – С. 38–45.
15.  Ратушняк О.М. Використання ідей літературної герменевтики у процесі аналізу та інтерпретації художнього твору в школі / О.М. Ратушняк // Гуманітарний вісник ДВНЗ “Переяслав-Хмельницький державний педагогічний університет імені Григорія Сковороди”: Науково-теоретичний збірник.–Вип. 8.–Тернопіль: Астон, 2006.–С. 169–174.